# آرثر وود
آرثر وود (بالإنجليزية: Arthur Wood)‏ (14 يناير 1894 بوالسال في المملكة المتحدة - 8 أبريل 1941 ببورتسموث في المملكة المتحدة) هو لاعب كرة قدم بريطاني (وحمل سابقاً جنسية المملكة المتحدة لبريطانيا العظمى وأيرلندا) في مركز حراسة المرمى. لعب مع نادي ساوثهامبتون ونادي ليتون أورينت وNewport (IOW) F.C. ‏ وRyde Sports F.C. ‏.